# Arabella
|  | Aquest article tracta sobre l'òpera de Richard Strauss. Si cerqueu el barri de Bilbao, vegeu «Arabella (Bilbao)». |

Arabella és una òpera en tres actes, composta per Richard Strauss, amb llibret en alemany d'Hugo Von Hofmannsthal. Es va estrenar l'1 de juliol de 1933 en el Sächsisches Staatstheater de Dresden sota la direcció de Clemens Krauss.
És la sisena i última col·laboració entre Strauss i el seu llibretista Hofmannsthal. És una comèdia lírica que es desenvolupa en un ambient de decadència. Relata la història del comte Waldner i la seva família, a punt de caure en la ruïna econòmica. Per tal de salvar la situació, es decideix que Arabella, la filla gran, ha de casar-se com més aviat millor amb un home ric, mentre que la seva germana menor, Zdenka, es fa passar per home. Tot i que sembla que el terratinent Mandryka és l'home adequat per a Arabella, les complicacions amoroses entre l'oficial Matteo, que està profundament enamorat d'Arabella, i Zdenka, generen una confusió que acaba resultant beneficiosa per a tots.
En aquesta darrera obra de Richard Strauss i Hugo von Hofmannsthal, s'exposa amb una música bellíssima la dissimulada realitat d'una societat en declivi.
La primera representació a Catalunya va tenir lloc el 7 de gener de 1962 al Gran Teatre del Liceu, amb Montserrat Caballé en el paper principal i sota la direcció de Meinhard von Zallinger.

## Origen i context
Amb la Lyrische Komödie Arabella, Richard Strauss torna a la comèdia situada a Viena, com havia fet amb la seva obra més famosa, El cavaller de la rosa. En un ambient de decadència a l'Àustria de 1860, l'amor i l'interès es barregen quan el comte Waldner vol casar la seva filla amb algun pretendent que alleugi la pobresa de la família. Strauss, que donava tanta importància a la qualitat literària de l'argument, va haver d'acabar la música per a aquesta òpera sense el seu gran llibretista, l'escriptor Hugo von Hofmannsthal.

## Argument

### Acte I
En un hotel de Viena.
La comtessa Adelaida fa que li pronostiquen el futur. Com a resultat de l'addicció del joc del comte, la família Waldner s'arruïnarà a menys que la seua filla Arabella es case amb un home ric. La comtessa creu que és el comte Elemer, pretendent que Arabella ja va rebutjar fa temps. Com els Waldner no poden permetre's casar les dues filles, visten la filla menor, Zdenka, com un xicot, i la presenten com "Zdenko". L'endevinadora de cartes prediu que les coses poden empitjorar si els Waldner tenen una altra filla, la qual cosa redueix les possibilitats de Zdenka de trobar una història amorosa amb final feliç. La filla menor està enamorada de Matteo, un oficial sense diners que estima Arabella. Per a evitar que ell se suïcide, Zdenka li escriu cartes d'amor que firma amb el nom d'Arabella. Al mateix temps, Arabella és pretesa per tres cavallers: Elemer, Dominik i Lamoral, però s'ha enamorat a primera vista d'un estrany a qui ha vist al passar pel carrer. El comte Waldner, totalment arruïnat, ha escrit a tots els seus amics perquè l'ajuden econòmicament, però sense èxit. Waldner confiava que un vell croat li responguera, a qui fins i tot ha tramès un retrat d'Arabella, proposant-li matrimoni. El nebot del croat, Mandryka, apareix. El seu oncle ha mort i ell, el seu hereu, ha rebut la carta i el retrat. S'ofereix en matrimoni a Arabella i dona diners a Waldner. Matteo li pregunta a Zdenka quan rebrà una altra carta d'Arabella. Zdenka li diu que en rebrà una aquesta mateixa vesprada, en el ball.

### Acte II
En un saló de ball.
Arabella coneix Mandryka, qui resulta ser el seu fascinant desconegut. Mandryka li parla de la seua vida i els costums del seu país, en el que les joves ofereixen als seus enamorats un got d'aigua com a senyal d'acceptació del matrimoni. Zdenka li dona a Matteo la clau de l'habitació pròxima a la d'Arabella, prometent-li que Arabella s'hi reunirà amb ell. Mandryka sent la proposta i, boig de zels i decepció, suscita tots els comentaris, ballant amb Fiakermilli, la bella del ball. Els Waldner insisteixen en el fet que parle amb Arabella per a aclarir les coses.

### Acte III
En la recepció de l'hotel.
Arabella s'encreua amb Matteo. Com Arabella està enamorada (de Mandryka) i Matteo també ho està (d'Arabella) i creu que gaudirà d'una reunió privada amb ella, la seua conversa és al mateix temps confusa i emotiva. El comte, la comtessa i Mandryka hi arriben en aquest moment, acreixent la confusió. Llavors arriba Zdenka, sense disfressar, declarant que pretén ofegar-se. Al final s'aclareix la situació. Matteo descobrix que les cartes van ser falsificades per Zdenka, amb qui accepta casar-se. Mandryka es queda sol, per a reconsiderar el seu comportament indecorós, pensant que ha perdut a Arabella. No obstant això, Arabella baixa l'escala amb un got d'aigua, en senyal de reconciliació.